# Pedicularis odontoloma
Pedicularis odontoloma är en snyltrotsväxtart som beskrevs av T. Yamazaki. Pedicularis odontoloma ingår i släktet spiror, och familjen snyltrotsväxter. Inga underarter finns listade i Catalogue of Life.